# Open Castilla y León 1998
L'Open Castilla y León 1998 è stato un torneo di tennis facente parte della categoria ATP Challenger Series nell'ambito dell'ATP Challenger Series 1998. Il torneo si è giocato a Segovia in Spagna dal 3 al 9 agosto 1998 su campi in cemento.

## Vincitori

### Singolare
Radek Štěpánek ha battuto in finale  Alex Rădulescu con il punteggio di 7–5, 7–5

### Doppio
Radek Štěpánek /  Tomáš Zíb hanno battuto in finale  José Antonio Conde /  Ruben Fernandez-Gil 6–3, 7–6